# شاين ميدوز
شاين مادَوْز (بالإنجليزية: Shane Meadows)‏ من مواليد 26 ديسمبر 1972) هو مخرج وسينارسيت وممثل إنجليزي. معروف بإخراجه للعديد من أهم الأعمال البريطانية في إنجلترا مثل «هذه إنجلترا» و«نعل الرجل الميت» و«ذات مرة في ميدلاندز» وغيرها من أفلام وأيضًا في الإنتاج التلفزيوني لديه بروز في أعمال مثل «الفضائل» وغيرها من أعمال أثيرة لدى البريطانيين.

## حياته
اكتشف والده أرتي، سائق شاحنة، جثة سوزان ماكسويل، وهي ضحية قتل طفل لروبرت بلاك، وكان في البداية مشتبهًا به في قضية القتل، مما أدى إلى تعرض مادَوْز للتنمر في المدرسة. انتقل ميدوز إلى نوتنغهام عندما كان في العشرين من عمره.

## وصلات خارجية
- شاين ميدوز على موقع IMDb (الإنجليزية)
- شاين ميدوز على موقع ألو سيني (الفرنسية)
- شاين ميدوز على موقع أول موفي (الإنجليزية)
- شاين ميدوز على موقع قاعدة بيانات الأفلام السويدية (السويدية)
- شاين ميدوز على موقع قاعدة بيانات الفيلم (الإنجليزية)
- شاين ميدوز على موقع كينوبويسك (الروسية)